# Luis Pardo (pintor)
Luis Pardo fue un pintor y dibujante español nacido en Gijón (Asturias) en 1910 y fallecido en esta misma ciudad en enero de 2000.

## Biografía
Luis Pardo descubrió a muy temprana edad el gusto por el arte. Su padre, Laureano Pardo, fue un gran aficionado al arte. La pintura fue una práctica constante en su vida y supuso una influencia definitiva para su hijo. El joven Luis, ya a los doce años, dio sus primeros pasos en el oficio copiando reproducciones fotográficas de obras de arte y pintando motivos costumbristas del natural. Sin embargo, fue en 1926, a sus dieciséis años, cuando gracias a una beca ingresó en la Escuela de Bellas Artes de San Fernando de Madrid, academia en la que empezaría a desarrollar su potencial y a definir su personalidad como creador gracias a su propio trabajo y a la influencia de profesores y compañeros de estudios.
Concluido su periodo de formación en la capital, Luis Pardo volvió a Gijón para emprender su carrera profesional inspirándose en las estampas típicas de la ciudad y sus habitantes. Durante los primeros años de la década de los 30 tuvo la oportunidad de ampliar su formación en ciudades como Roma, París o Barcelona. A partir de 1934, de nuevo en Madrid, Pardo se procura el sustento en el mundo de la publicidad en un momento de apuros económicos, y fue en pleno desarrollo de esta actividad cuando la Guerra Civil lo sorprendió en la capital del país. Durante el conflicto, su producción consistió principalmente en ilustraciones de carácter propagandístico que publicó en diversos medios y constituyen un paréntesis estilístico y temático en su larga trayectoria.
Al terminar la guerra, Luis Pardo regresó a Gijón. De vuelta en su ciudad natal y ante la perspectiva de retomar los pinceles, optó por la vía de una pintura de carácter más comercial para procurarse el sustento y se hizo un nombre como retratista de sociedad. Entre los muchos lienzos por encargo que llevó a cabo figuran dos retratos de Francisco Franco que, aparte de beneficiarle con la correspondiente remuneración, ayudaron a disipar las sospechas acerca de la afiliación ideológica que había mantenido durante la guerra. Paralelamente, sus cuadros volvieron a tener presencia en las salas de arte gijonesas de la época, y compartió exposiciones con pintores como Evaristo Valle, a quien unía una buena amistad, Nicanor Piñole, Gonzalo Pérez Espolita y Mariano Moré.
A partir de 1954, compaginó su actividad artística con la labor docente en el Real Instituto de Jovellanos. Para entonces, Luis Pardo empezaba a dar muestras de reticencia y desengaño con respecto al mercado y el mundo del arte en general. Cada vez más cansado de la vida pública y con la necesidad de trabajar sobre su propio discurso pictórico sin condicionamientos externos, Pardo pasó la década de los setenta y buena parte de la de los ochenta apartado de los circuitos del arte. Solo en 1986, a los 76 años de edad, accedió a ceder tres obras para la exposición Maestros y Figuras del Arte Asturiano que Sala de Arte Van Dyck celebró con motivo de su segundo aniversario. Redescubierto por el público asturiano a raíz de este acontecimiento, Luis Pardo fue recibido con admiración y sorpresa después de casi treinta años de ausencia. En los años que siguieron, aunque continuó con su estado de reclusión, cedió algunas obras a Van Dyck y en 1995, después de arduos trámites, se inauguró en la sala gijonesa su primera exposición individual antológica.
De esta forma, al final de su vida Luis Pardo obtuvo parte del reconocimiento que le había sido negado hasta entonces, pero continuó firme en sus convicciones y declinó toda invitación a contribuir con su obra a cualquier acto de carácter comercial o propagandístico. En enero de 2000, con la discreción que siempre le había caracterizado, Luis Pardo falleció en su Gijón natal.

## Características de su obra
La obra de Luis Pardo arranca desde una pintura de fuerte raíz costumbrista en sus primeros años, centrada en el paisaje, motivos rurales y tipos humanos de la región, hacia las visiones surrealistas y pesadillescas de sus años de reclusión. Por el camino, la Guerra Civil propició su incursión en el terreno de la ilustración, que produjo con fines propagandísticos y le sirvió para extraer nuevos matices de las cualidades de su trabajo de línea. Más tarde, las difíciles circunstancias de la Posguerra lo llevaron a ejercer como retratista con fines comerciales, campo en el que también demostró sus excelentes cualidades y la flexibilidad de su talento, hasta el punto de que parte de la sociedad gijonesa de la época prefería sus retratos a los de Nicanor Piñole. Las obras de esta época descubren a un Luis Pardo capaz de un realismo y minuciosidad técnica sorprendente.
Con el paso de los años y de las distintas etapas de su arte, Luis Pardo fue definiendo su postura frente a la sociedad y sus intereses dentro de la profesión. Desengañado con los circuitos artísticos, que consideraba mercantilizados en exceso, centró sus esfuerzos en evolucionar sus trabajos hacia una forma de expresión más íntima y personal, que no respondiera ante las demandas del público. A partir de entonces, y durante casi tres décadas, Luis Pardo produjo una pintura formal y conceptualmente desgarrada, crítica, mordaz y sin adornos, rozando una crueldad que también supo temperar con toques de humor, rasgo al que nunca quiso renunciar a pesar de todo. La figura humana fue la protagonista absoluta de esta época: la contorsionó, fundió y deformó en estampas de fuerte carácter surrealista, plasmó las miserias del cuerpo en toda su desnudez buscando comprender el fondo de la naturaleza humana en un marco onírico, directamente copiado del subconsciente.
Si hubiera que señalar el hilo conductor de una obra tan variada, tanto en fondo como en forma, producida a lo largo de tantas décadas, sin duda alguna sería el virtuosismo de su dibujo tanto en bocetos y trabajos académicos como en el fundamento de sus obras pictóricas. El Luis Pardo dibujante es por sí mismo un artista digno de atención y estudio, que plasmó en sus trabajos de línea y técnica seca en general su inclinación a lo experimental e inquietudes estéticas. La excelente calidad de su trazo y su sensibilidad para los volúmenes caracterizan a este dibujante elegante y versátil, tanto que incluso en las pinturas en que el dibujo funciona como armazón invisible de la composición es fácil intuir la maestría y eficacia del artista en esta suerte.
Observador sensible, crítico y nunca desprovisto de humor, Luis Pardo puso su pasión y técnica al servicio de la indagación del fondo del alma humana, tarea ardua que le llevó por caminos inesperados y que a la postre le ocuparía toda una vida de trabajo.

## Curiosidades
En Gijón tiene una calle dedicada a su figura con el nombre de Calle Pintor Luis Pardo en el barrio de El Coto.